# Soleils (film)
Soleils est un court métrage français réalisé par Carlos Vilardebo, sorti en 1960.

## Fiche technique
- Titre : Soleils
- Titre anglais international : The Saga of the Sun
- Réalisation, scénario : Carlos Vilardebo
- Assistants-réalisateurs : Jeanne Vilardebo, Jacques Cristobal
- Producteur : Robert Courtot
- Production : Cinétest
- Directeurs de la photographie : Jean Rabier, Jean-Marie Maillols, Robert Carmet
- Musique : Jean-Michel Defaye
- Montage : Corinne Lazare, Sylvie Blanc
- Procédé : 35 mm (positif & négatif), son mono, cadre : 1 x 1,37
- Date de sortie : décembre 1960 (Journées internationales du court métrage de Tours)